# Vurpăr
Vurpăr é uma comuna romena localizada no distrito de Sibiu, na região histórica da Transilvânia. A comuna possui uma área de 71.74 km² e sua população era de 2447 habitantes segundo o censo de 2007.